# Leopold Świerz
Leopold Świerz (ur. 28 września 1835 w Garbku koło Tuchowa, zm. 16 kwietnia 1911 w Krakowie) – taternik i badacz naukowy Tatr.

## Życiorys
Studiował na Uniwersytecie Jagiellońskim filologię klasyczną i nowożytną, następnie prawo (dzięki uznaniu części egzaminów ukończył studia w 2 lata) i 2 lata medycyny. W latach 1864–1866 był prezesem Bratniej Pomocy. Pracował jako nauczyciel w Rzeszowie, Brzeżanach, a w latach 1872-1891 w Gimnazjum św. Anny.  Uczestniczył w powstaniu styczniowym.
W Tatry jeździł od 1869 roku na każde wakacje. Wypoczywał i uprawiał turystykę. Chodził po górach w towarzystwie Walerego Eljasza, a później ze swoimi synami (Mieczysławem, Tadeuszem i Stanisławem) oraz ze swym bratankiem Witoldem Świerzem. W czasie wycieczek górskich badał temperaturę strumieni, źródeł tatrzańskich i klimat Tatr. Wyniki owych pomiarów przedstawiał w licznych pracach, m.in. Ciepłota źródeł i stawów tatrzańskich. Napisał liczne pamiętniki i przewodniki.
Był członkiem zarządu Towarzystwa Tatrzańskiego. Jego imieniem nazwane jest schronisko w Dolinie Pięciu Stawów Polskich.
Został pochowany w Krakowie na cmentarzu Rakowickim (kwatera IIa-zach.).

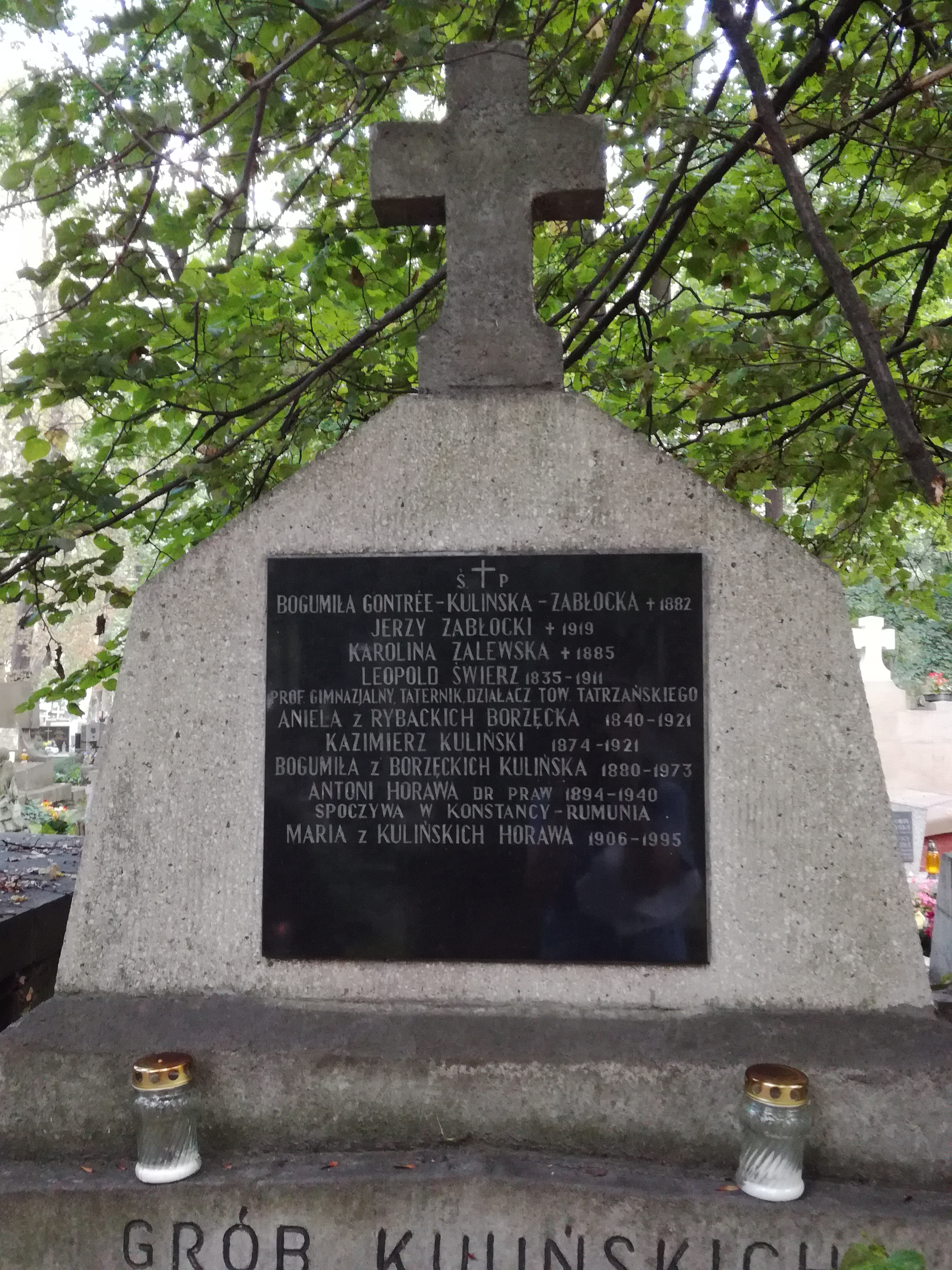
Grób Leopolda Świerza na cmentarzu Rakowickim

## Publikacje
- Krótki przewodnik do Tatr Kraków 1896